# A Love Supreme

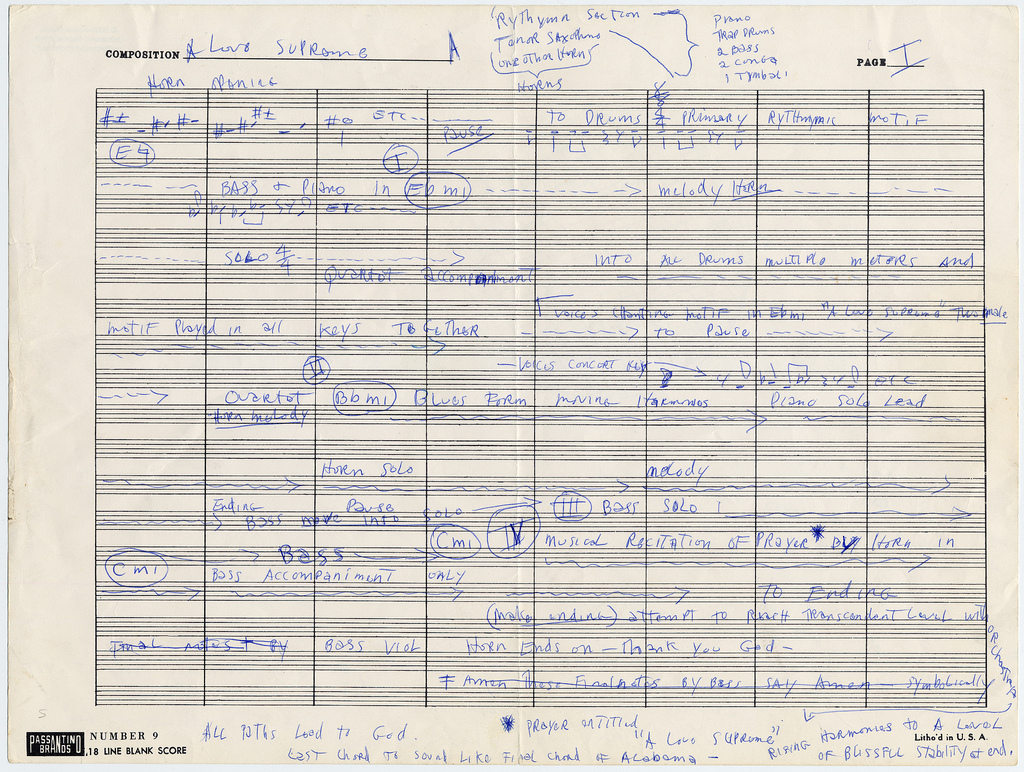
Handgeschreven partituur van A Love Supreme

A Love Supreme (1965) is een album van de Amerikaanse jazzsaxofonist John Coltrane.
De vierdelige suite werd door het John Coltrane-kwartet opgenomen in de Van Gelder Studio in New Jersey, met McCoy Tyner op piano, Elvin Jones op drums en Jimmy Garrison op bas.
Het album kwam tot stand gedurende de Afro-Amerikaanse strijd voor gelijke rechten in de Verenigde Staten. Coltrane wilde met A Love Supreme een spirituele eenheid creëren, om zo door middel van zijn muziek maatschappelijke veranderingen teweeg te brengen. Coltrane beschouwde het album als zijn "geschenk aan God".
Het Coltrane-kwartet heeft de suite slechts twee keer live op een podium gebracht, tijdens het Antibes Jazz Festival in juli 1965 en enkele maanden later (oktober 1965) in Seattle.
A Love Supreme werd in 2003 opgenomen in de lijst van 500 beste albums aller tijden opgesteld door Rolling Stone magazine.

## Tracklist
- "Part 1: Acknowledgement" – 7:47
- "Part 2: Resolution" – 7:22
- "Part 3: Pursuance" – 10:45
- "Part 4: Psalm" – 7:08

## Bezetting
- John Coltrane – tenorsaxofoon
- McCoy Tyner – piano
- Jimmy Garrison – contrabas
- Elvin Jones – drums